# Vnitřní moře (Japonsko)

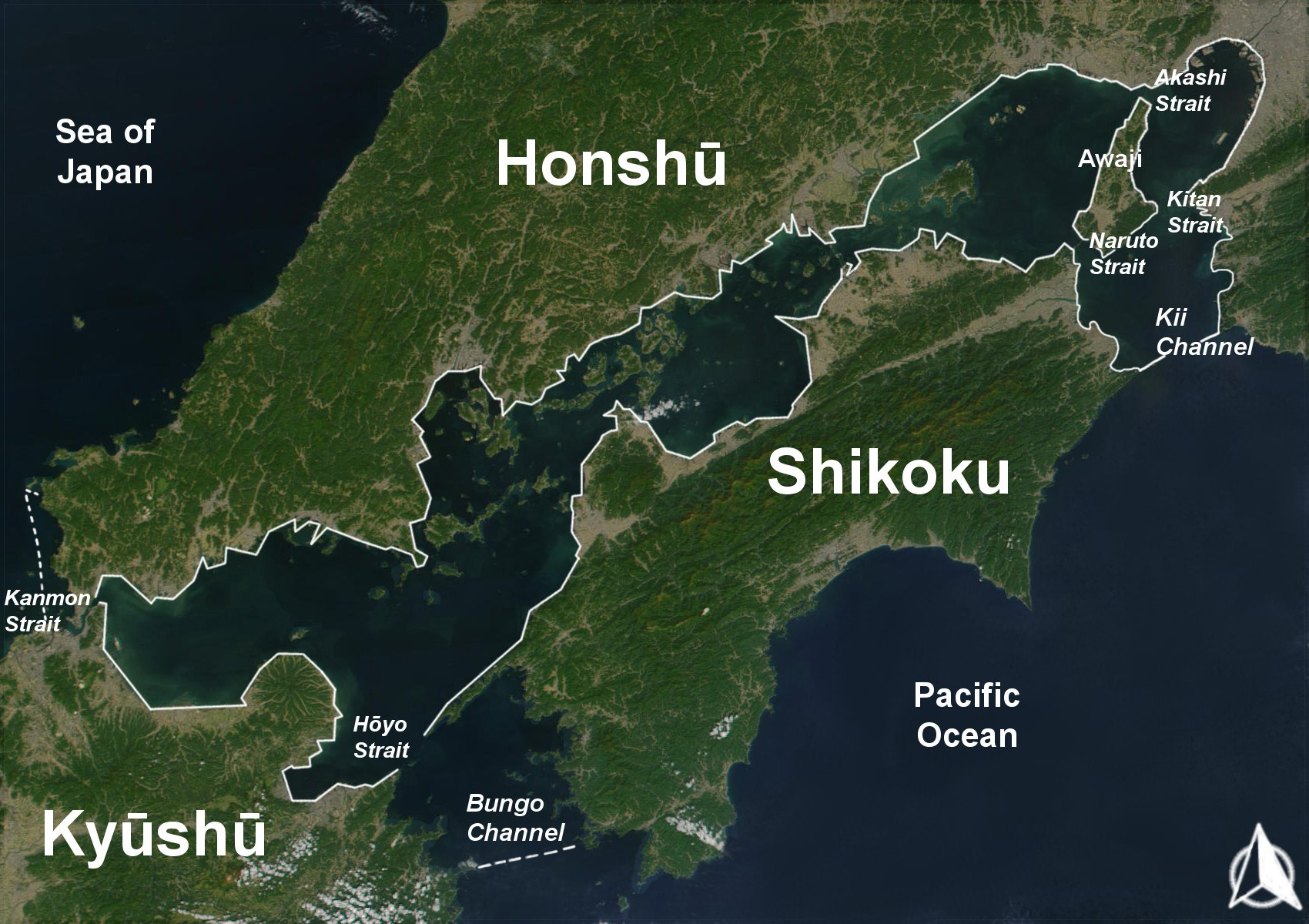
Vnitřní moře a jeho hlavní průlivy

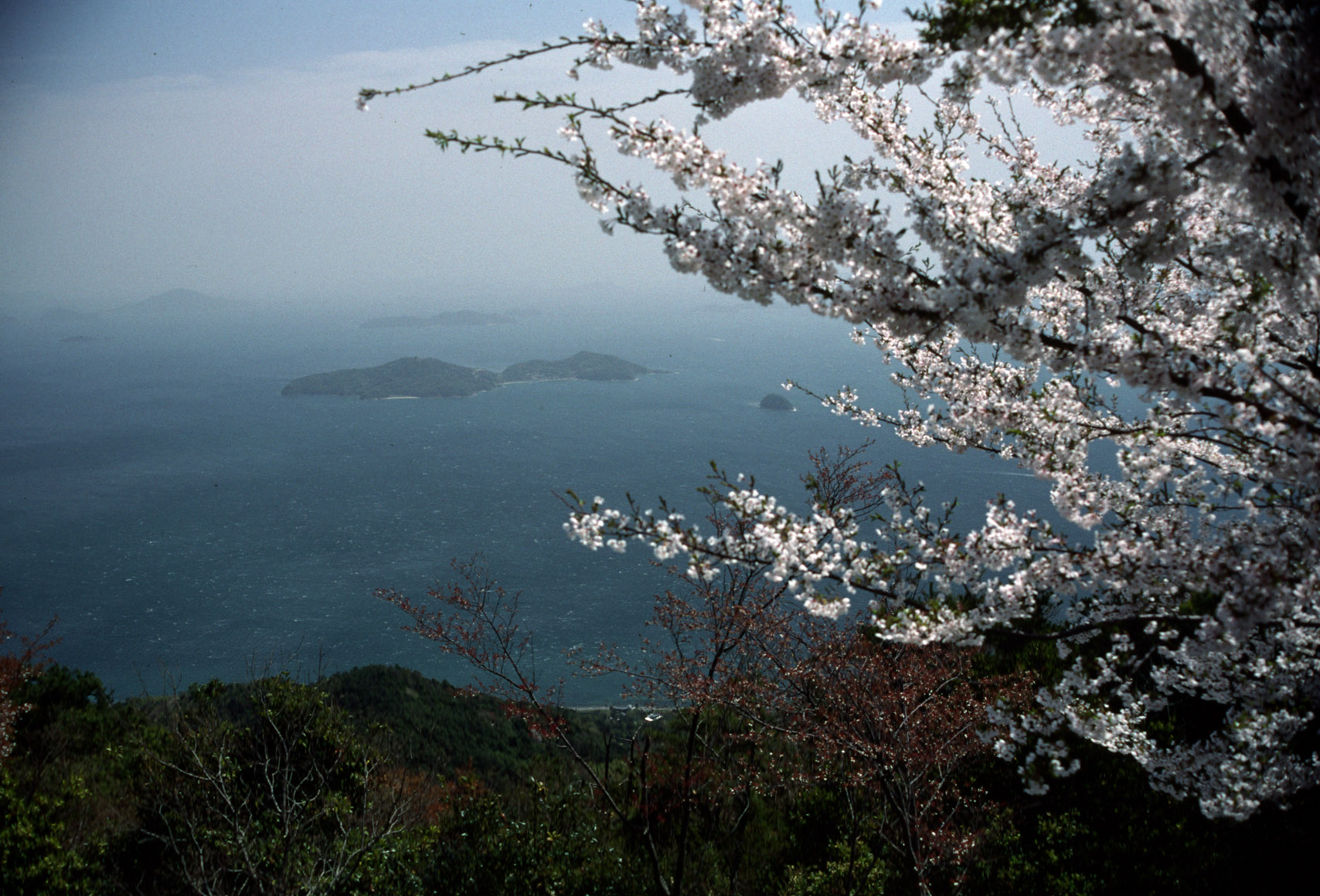
Pohled na Vnitřní moře

Vnitřní moře (japonsky 瀬戸内海; Seto Naikai) je vodní plocha mezi japonskými ostrovy Honšú, Šikoku a Kjúšú. Spojuje Japonské moře s Tichým oceánem.

## Geografie
Vnitřní moře je 450 km dlouhé (od východu k západu). Jeho šířka od jihu k severu se pohybuje od 15 do 55 km. Na většině míst jsou jeho vody relativně mělké. Průměrná hloubka je 37,3 m. Největší hloubka je 105 m.
Ve Vnitřním moři se nachází skoro 3 000 ostrovů, včetně větších Awadžišima a Šódošima. Mnoho z menších ostrovů není obýváno.

### Hlavní ostrovy
- Východní část: Awadžišima, Šódošima, ostrovy Iešima, souostroví Naošima, souostroví Šiwaku
- Střední část: Omišima, In'nošima, Icukušima (známá také jako Mijadžima), souostroví Hinase, souostroví Kasaoka
- Západní část: Suóšima, souostroví Uwakai, Haširadžima